# トリプレットリピート病
トリプレットリピート病（英: triplet/trinucleotide repeat diseases/disorders）または単にトリプレット病は、3ヌクレオチドの反復配列（トリプレットリピート）の伸長が原因となる、50種類以上の遺伝子疾患の総称である。これらの疾患群では、特定の遺伝子にトリプレットリピートのコピー数が増加する変異が生じている。その変異の位置によって、遺伝子にコードされるタンパク質の欠陥や、遺伝子発現調節の変化、毒性を有するRNAの産生、染色体不安定性などが生じる可能性がある。一般的に、リピートの伸長が大きいほど疾患の発症は早期となり、症状も重篤なものとなる。
最初に同定されたトリプレットリピート病は脆弱X症候群であり、原因変異はX染色体の長腕にマッピングされた。脆弱X症候群の患者では原因となる遺伝子中に230個から4000個のCGGリピートが含まれている。一方、健常者では最大で50個、疾患の保因者では60個から230個である。このリピートの伸長は染色体不安定性をもたらし、知的障害、特徴的な顔貌、巨大精巣といった臨床症状がみられる。2番目に同定されたトリプレットリピート病は脆弱XE症候群（FRAXE）である。この疾患もX染色体にマッピングされ、CCGリピートの伸長が原因であることが発見された。トリプレットリピートが世代間の伝達時に伸長し、そのことが病気の原因となる可能性があるという発見は、全ての疾患原因変異が親から子へ安定的に伝達されるわけではないことを示す最初の証拠となった。

## 種類
トリプレットリピート病は遺伝子のコーディング領域の変化が原因となるものと、遺伝子調節の変化が原因となるものがある。これらの疾患の半数以上では、反復されるトリヌクレオチド（コドン）はCAGである。コーディング領域ではCAGはグルタミン（Q）をコードするため、CAGリピートの伸長はポリグルタミントラクトの伸長をもたらし、こうした疾患は一般にポリグルタミン病（PolyQ病）と呼ばれる。その他の疾患ではリピートされるコドンはグルタミンをコードするものではないため、non-polyQまたはノンコーディングトリプレットリピート病に分類される。

### ポリグルタミン病
| 疾患                                          | 遺伝子      | 正常なPolyQリピート数 | 疾患原因となるPolyQリピート数 |
| --------------------------------------------- | ----------- | --------------------- | ----------------------------- |
| DRPLA (歯状核赤核淡蒼球ルイ体萎縮症)          | ATN1 /DRPLA | 6 - 35                | 49 - 88                       |
| HD (ハンチントン病)                           | HTT         | 6 - 35                | 36 - 250                      |
| SBMA (球脊髄性筋萎縮症)                       | AR          | 4 - 34                | 35 - 72                       |
| SCA1 (脊髄小脳変性症1型)                      | ATXN1       | 6 - 35                | 49 - 88                       |
| SCA2 (脊髄小脳変性症2型)                      | ATXN2       | 14 - 32               | 33 - 77                       |
| SCA3 (脊髄小脳変性症3型/マシャド・ジョセフ病) | ATXN3       | 12 - 40               | 55 - 86                       |
| SCA6 (脊髄小脳変性症6型)                      | CACNA1A     | 4 - 18                | 21 - 30                       |
| SCA7 (脊髄小脳変性症7型)                      | ATXN7       | 7 - 17                | 38 - 120                      |
| SCA17 (脊髄小脳変性症17型)                    | TBP         | 25 - 42               | 47 - 63                       |

### ノンコーディングトリプレットリピート病
| 疾患                             | 遺伝子  | コドン           | 正常型  | 疾患型    | 機構                                   |
| -------------------------------- | ------- | ---------------- | ------- | --------- | -------------------------------------- |
| FRAXA (脆弱X症候群)              | FMR1    | CGG (5' UTR)     | 6 - 53  | 230+      | メチル化の異常                         |
| FXTAS (脆弱X随伴振戦/失調症候群) | FMR1    | CGG (5' UTR)     | 6 - 53  | 55-200    | 発現上昇、新奇ポリグリシン産物         |
| FRAXE (脆弱XE症候群)             | AFF2    | CCG (5' UTR)     | 6 - 35  | 200+      | メチル化の異常                         |
| Baratela-Scott症候群             | XYLT1   | GGC (5' UTR)     | 6 - 35  | 200+      | メチル化の異常                         |
| FRDA (フリードライヒ運動失調症)  | FXN     | GAA (イントロン) | 7 - 34  | 100+      | 転写不全                               |
| DM1 (筋強直性ジストロフィー1型)  | DMPK    | CTG (3' UTR)     | 5 - 34  | 50+       | RNA-based; DMPK/ZNF9発現バランスの異常 |
| SCA8 (脊髄小脳変性症8型)         | SCA8    | CTG (RNA)        | 16 - 37 | 110 - 250 | ? RNA                                  |
| SCA12 (脊髄小脳変性症12型)       | PPP2R2B | CAG (5' UTR)     | 7 - 28  | 55 - 78   | プロモーター機能への影響               |

## 徴候と症状
2017年時点で、CAGリピート数の増加が原因であることが知られている神経疾患や神経筋疾患は10種類存在する。これらの疾患は反復するコドンがCAGであること、そして一部の症状は共通しているものの、リピートが伸長する遺伝子は疾患によって異なり、それぞれ無関係である。SCA12においてPPP2R2Bの5' UTRに生じるCAGリピート伸長を除いて、伸長したCAGリピートは連続したグルタミン残基へと翻訳され、ポリグルタミントラクトが形成される。こうしたポリグルタミンタンパク質の蓄積は、ユビキチン-プロテアソームシステムなどの重要な細胞機能の障害をもたらす。ポリグルタミン病に共通する症状は神経細胞の進行性の変性であり、多くの場合中年期以降に症状が生じる。しかしながら、疾患によってポリグルタミンタンパク質がどの部位の神経細胞に損傷をもたらすかが異なるため、症状には差異がみられる。
ノンコーディングトリプレットリピート病はポリグルタミン病とは異なり、共通した特異的症状はみられない。脆弱X症候群など一部の疾患では、変異によってコードされるタンパク質の正常な機能が失われることが原因となっているが、筋強直性ジストロフィー1型など他の疾患では、変異遺伝子から産生されるmRNAの変化によるタンパク質発現や機能の変化が原因となっている。また他の疾患では、細胞核へのRNAの蓄積による毒性が原因となっている。

## 遺伝学
| リピート数 | 分類                           | 疾患状態     |
| ---------- | ------------------------------ | ------------ |
| <28        | 正常型（Normal）               | 無症状       |
| 28–35      | 中間型（Intermediate）         | 無症状       |
| 36–40      | 低浸透型（Reduced-penetrance） | 発症の可能性 |
| >40        | 完全浸透型（Full-penetrance）  | 発症         |

トリプレットリピート病は一般に表現促進現象を示し、すなわち世代を重ねるごとに重症度が増す。この現象は、遺伝子が親から子へ受け継がれるにつれてCAGリピートが付加されていくことで説明される。一例として、ハンチントン病はハンチンチンタンパク質をコードする遺伝子に35個よりも多くのCAGリピートが生じたときに発症する。35個のリピートを持つ親は正常とみなされ、疾患の症状を示すことはないと考えられる。しかしながら、この親の子孫はCAGが1つ付加されただけで変異型ハンチンチンが産生されることとなるため、一般集団と比較してハンチントン病発症リスクが高いと考えられる。
ハンチントン病が散発性疾患として発生することは極めて稀であり、ほぼ確実に親から欠陥遺伝子を受け継ぐことが原因となる。しかしながら、家族歴のない人がハンチントン病を発症する散発例も存在する。こうした散発例では、親がHTT遺伝子にかなりの数のCAGリピートを有しており、特にそのリピート数が発症に必要な数（36個）に近づいている頻度が高い。ハンチントン病の家系では世代を重ねるごとにCAGリピートが増加する可能性があり、そしてリピート数が多いほどより重症化し、より早期に発症する可能性がある。何世代にもわたってハンチントン病を患っている家系では、発症年齢は早く、進行も速いことが示されている。

### トリプレット以外の伸長
単純なDNAリピート配列の伸長によって引きこされる疾患の大部分では3ヌクレオチドのリピートの伸長が生じているが、4、5、12ヌクレオチドのリピートの伸長も疾患の原因となることが知られている。特定の遺伝子疾患では、特定の遺伝子で1種類のリピート配列が伸長する。

## 機構
トリプレットリピートの伸長は、DNA複製やDNA修復時のすべり（slippage）によって引き起こされる。同一配列の繰り返しからなる領域では、2つのDNA鎖間での対合が正しく行われず、DNA複製やDNA修復時に配列の一部がループアウトした構造が形成される可能性がある。その結果、リピート配列が繰り返し複製されることでリピート数が増加していくこととなる。他にも、RNA:DNA中間体が関与する機構などが提唱されている。